# 華蔵姫

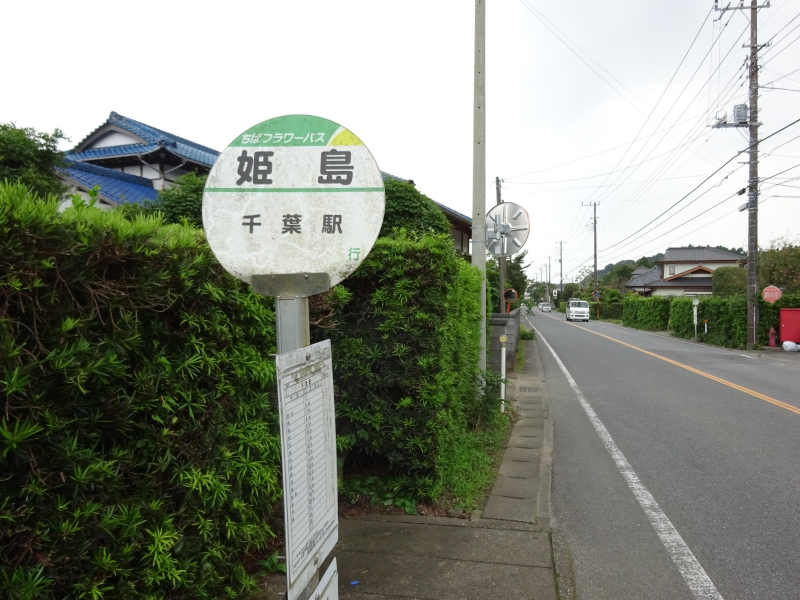
姫島

華蔵姫（けぞうひめ）は、護良親王の娘。后との説もある人物である。
護良親王が鎌倉に幽閉されていることを知り、京にいることを不安に思った姫は、父親に会いたい一心で鎌倉に下った。しかし、その途中、父が殺害されたことを知ったので、さらにに東に逃れ、上総国の日入西島（東金市）に身を隠したという。姫が来てからは、ここを姫島と呼ぶようになった。また、一説には茂原の藻原寺に隠れていたこともあったとされる。
華蔵姫は、さらに安全な地を選んで、姫島の近くの要害の地に館を築き、従者の武士が周辺を警護した。その地を家の子といい、家の子御所とか鎌倉御所とか読んだが、姫が出家してからは尼御所と通称したという。
姫は、正平12年7月に亡くなった。近隣の姫塚はその墓だとされる。